# Christopher Temple Emmet
Christopher Temple Emmet (ur. 18 marca 1900 w Port Chester w stanie Nowy Jork, zm. 11 lutego 1974 w Nowym Jorku) – amerykański pisarz polityczny, dyplomata, działacz antykomunistyczny i antynazistowski.

## Młodość
Christopher Temple Emmet urodził się w marcu 1900 r. w Port Chester w stanie Nowy Jork, w zamożnej rodzinie protestanckiej, z ojca Christophera Temple Emmeta (1868-1957) i matki Alidy Chanler Emmet (1873-1969). W linii męskiej rodzina była pochodzenia irlandzkiego, a w linii żeńskiej niemieckiego. Miał ośmioro rodzeństwa, z których pięcioro urodziło się w Niemczech. Emmet spędził znaczną część dzieciństwa w Niemczech, gdzie pobierał nauki od prywatnych nauczycieli i uczęszczał do prywatnych szkół. Po powrocie do Stanów Zjednoczonych uczył się w prywatnym college’u z internatem, St. Paul’s School w New Hampshire. W latach 1919–1920 studiował na Uniwersytecie Harvarda w Cambridge. Opuścił jednak tę uczelnię i w latach dwudziestych przeniósł się do Niemiec, gdzie studiował przez sześć lat, m.in. na Uniwersytecie we Fryburgu. Już w czasie studiów zainteresował się tematyką totalitaryzmów, badając działalność komunistów w Republice Weimarskiej.

## Działalność publiczna

### Działalność publiczna do 1945 roku
Lata 20. i początek lat 30. XX w., które Emmet spędził w Europie, uformowały jego światopogląd. W Niemczech był świadkiem dojścia do władzy Hitlera oraz starć brunatnych koszul (SA) z komunistami z „czerwonego frontu” (Red Front Fighter’s League). W roku 1933 Emmet powrócił do Stanów Zjednoczonych i działał aktywnie, zarówno w mowie jak i piśmie, przeciwko rozszerzającym się wpływom dwóch totalitaryzmów – nazizmu i komunizmu. Jego pierwszą większą inicjatywą było zorganizowanie „Chrześcijańskiego komitetu bojkotu nazistowskich Niemiec” (Christian Committee to Boycott Nazi Germany) (1938/1939), której to organizacji został sekretarzem.
W czasie II wojny światowej czynnie angażował się w działania wspierające państwa europejskie walczące z Hitlerem oraz w prace mające na celu przezwyciężenie izolacjonizmu Stanów Zjednoczonych i przystąpienie ich do walki z państwami Osi. Był członkiem zarządu „Komitetu pomocy Wielkiej Brytanii przez wzajemny handel” (Committee to Aid Britain by Reciprocal Trade) (1940), członkiem „Komitetu obrony Ameryki przez pomoc aliantom” (Committee to Defend America by Aiding the Allies) (1940) i skarbnikiem w „Komitecie obrony amerykańsko-irlandzkiej” (Committee for American Irish Defense) (1941). Działał również w nowojorskim radiu WEVD (Woodhaven Emitting Victor Debs), prowadząc debaty na temat polityki zagranicznej Stanów Zjednoczonych. Był także redaktorem biuletynu „Fakty Kontra Fikcja” (Facts Versus Fiction), który przeciwdziałał nazistowskiej propagandzie. Pomógł założyć i był wiceprezydentem „Komitetu Wiecznej Francji” (France Forever Committee) (1941) popierającego gen. Charles’a de Gaulle'a przeciwko rządowi Vichy.

### Działalność publiczna po 1945 roku

#### Emmet a CFR (Council on Foreign Relations)
Emmet był członkiem „Rady Stosunków Zagranicznych” (CFR – Council on Foreign Relations). Głównym celem tego ciała politycznego była wymiana poglądów i pomysłów pomiędzy osobami reprezentującymi najważniejsze kręgi decyzyjne i grupy wpływów w USA i przez to formowanie polityki zagranicznej Stanów Zjednoczonych. Było to doskonałe miejsce do zdobycia najnowszych analiz dotyczących wydarzeń międzynarodowych i polityki zagranicznej Stanów Zjednoczonych. Tam Emmet dyskutował o swoich ideach i, co najważniejsze, nawiązywał kontakty w kręgach establishmentu politycznego, w czym pomagały mu koneksje rodzinne, wiążące go z klanem Aldrich-Rockefeller.

#### Emmet a sprawa niemiecka
Sprawą bardzo ważną dla Emmeta było ratowanie powojennych Niemiec przed komunizmem. Krytykował politykę zagraniczną Stanów Zjednoczonych względem Niemiec w czasie we wczesnych latach powojennych i był przeciwny Planowi Morgenthaua. W listopadzie 1947 wydał "Apel przeciwko natychmiastowej rozbiórce niemieckich fabryk" (Appeal Against Dismantling German Factories Now), podpisany przez reprezentantów związków zawodowych, dziennikarzy i nauczycieli. Następnie opublikował broszurę "Zniszczenie na nasz koszt: jak likwidacja niemieckich fabryk powiększa inflację w Stanach Zjednoczonych i sabotuje plan Marshalla” (Destruction at Our Expense: How Dismantling Factories in Germany Helps Inflation in the United States and Sabotages the Marshall Plan).
Emmet był współzałożycielem, a od 1951 r. wiceprezesem wykonawczym „Amerykańskiej Rady ds. Niemiec” (ACG – American Council on Germany), która wspierała demokrację w Niemczech Zachodnich. W 1958 r. został odznaczony za swoje zaangażowanie przez władze Republiki Federalnej Niemiec.

#### Emmet a organizacje i komitety pomocowe
Emmet należał, jako członek zarządu, do antykomunistycznej organizacji non-profit „Wspólna Sprawa” (Common Cause) (1947). Jako przedstawiciel tej organizacji zaangażował się w 1948 roku w słynny zimnowojenny proces, kiedy to Oksana Kosenkina – nowojorska nauczycielka – została oskarżona o szpiegostwo na rzecz ZSSR. Wspólnie z Davidem Martinem brał udział w agitacji antykomunistycznej wśród chłopów i robotników podczas wyborów we Włoszech w 1947 r.. Został dyrektorem „Międzynarodowego Komitetu Ratunkowego” (IRC – International Rescue Committee), świadczącego pomoc uchodźcom, osobom przesiedlonym w wyniku wojny, prześladowań lub klęski żywiołowej. Ponadto Emmet był członkiem zarządu i powiernikiem „Domu Wolności”, (Freedom House), organizacji, która zbierała informacji na temat praw człowieka łamania praw człowieka na całym świecie. Uczestniczył również w spotkaniach „Kongresu dla Wolności Kulturowej” (CCF – Congress for Cultural Freedom).
W latach 1955–1972 Emmet należał do organizacji ,,Amerykańscy Przyjaciele Narodów Ujarzmionych" (AFCN – American Friends of Captive Nations), która zrzeszała amerykańskich obywateli współpracujących ze ,,Zgromadzeniem Narodów Ujarzmionych'' (Assembly of Captive European Nations). Był też członkiem licznych stowarzyszeń zajmujących się sprawami pokoju, bezpieczeństwa światowego i walki z komunizmem, m.in. „Komitetu ds. Sprawiedliwego procesu dla gen. Drazi Mihailovicha” (Committee for a Fair Trial for Draja Mihailovich), „Komitetu ds. sprawiedliwego pokoju z Włochami” (Committee for a Just Peace with Italy), „Amerykańscy Przyjaciele Wietnamu” (AVFN – American Friends of Vietnam). Niektóre z wymienionych organizacji, zwłaszcza IRC, AFVN i AFCN, niekiedy pomagały wywiadowi amerykańskiemu " implementować rozmaite tajne operacje " w krajach należących do bloku sowieckiego w czasie zimnej wojny.
!Emmet związany był także z „Radą Przeciwko Komunistycznej Agresji” (Council Against Communist Aggression). Organizacja ta skupiała ludzi o prawicowych poglądach i miała na celu rozpowszechnianie informacji dotyczących demokracji w celu wspierania dążeń wolnościowych na świecie. W 1959 roku Emmet został delegatem na Kongres Atlantycki w Londynie w 1959 r.. Należał także do „Rady Amerykańskiej w NATO” (American Council on NATO). Był też członkiem „Komitetu Nadzwyczajnego ONZ ds. Zdarzeń na Węgrzech” (Emergency Committee for U.N. Action on Hungary).  
Emmet pełnił również funkcję wiceprzewodniczącego do spraw wykonawczych agencji „Pomoc dla Uchodźców, Chińskich Intelektualistów” (ARCI – Aid Refugee Chinese Intellectuals) (1952), która zbierała fundusze na wsparcie materialne dla uchodźców z Chin oraz osób pozostających w tym kraju i walczących z komunizmem. Starała się również uświadamiać światu zachodniemu jakie zagrożenie dla innych krajów azjatyckich stanowił komunizm. Emmet został także członkiem „Krajowej Rady Doradczej przy Komitecie ds. Wolnych Chin” (National Advisory Board, Committee For a Free China) utworzonej 15 lutego 1972 r.. Należał również do "Komitetu Jednego Miliona" (pierwotnie The Committee of One Million Against the Admission of Red China to the United Nations, później zmieniono nazwę na The Committee of One Million Against the Admission of Communist China to the United Nations). Organizacja ta miała na celu wyrażenie sprzeciwu wobec włączenia komunistycznych Chin do prac ONZ.
Emmet, korzystając ze swojej wiedzy i doświadczenia politycznego, publikował m.in. w takich pismach jak „America”, „New Leader”, „Saturday Review”, „Western World”, „Bulletin of Foreign Policy Association”.

## Życie prywatne
Christopher Temple Emmet (1900-1974) miał ośmioro rodzeństwa: Elizabeth Winthrop Emmet (1897-1934), Margaret Chanler Emmet (1899-1970), Hester Alidę Emmet (1901-1965), Egertona Chanlera Emmeta (1907-1907), Jane Erin Emmet (1908-1997), Winthropa Stuyvesanta Emmeta (1910-2001), Williama Pattena Emmeta (1911-1977) i Thomasa Addisa Emmeta (1915-1990).
W ciągu swojego życia nie nigdy nie musiał podejmować się płatnej pracy. Zamiast tego żył z przyznanych mu rodzinnych środków (jego rodzina należała do klasy wyższej). Najcenniejszym posiadanym przez niego mieszkaniem był ogromny apartament na Lexington Avenue w nowojorskim Upper East Side. Tam też zasiadał między swymi segregatorami, paląc grube cygara, czytając szeroki wachlarz wydawnictw prasowych, korygując swoje koncepcję na temat polityki zagranicznej i udoskonalając swoje listy. Emmet korespondował z niezwykle liczną grupą politycznych decydentów, intelektualistów, aktywistów i biznesmenów ze Stanów Zjednoczonych, Niemiec i wielu innych krajów.

## Drzewo genealogiczne Emmetów
| 1. pokolenie | Dr Christopher Emmett (1700-1743) ∞ Rebeccka Temple (1700-1774)         |
| 2. pokolenie | Dr Robert Emmet (1729-1802) ∞ Elizabeth Mason (1740-1803)               |
| 3. pokolenie | Thomas Addis Emmet (1764-1827) ∞ Janne Patten (1771-1846)               |
| 4. pokolenie | Robert E. Emmet (1792-1867) ∞ Rossina Hubley (1792-1849)                |
| 5. pokolenie | William Jenkins Emmet (1826-1905) ∞ Julia Colt (1829-1908)              |
| 6. pokolenie | Christopher Temple Emmet (1868-1957) ∞ Aida Beekman Chanler (1873-1969) |
| 7. pokolenie | Christopher Temple Emmet (1900-1974)                                    |